# Commoció cerebral
La commoció cerebral es produeix quan el cervell, per un brusc moviment del cap, mou per l'interior del crani.
Pot implicar desajustaments en les neurones sense que existeixi dany estructural evident. Després d'una commoció cerebral, aquest òrgan queda momentàniament bloquejat. Pot haver-hi o no pèrdua de consciència, però generalment s'observa confusió o problemes de memòria. Pot remetre o en cas de lesió cerebral important, evolucionar cap a una encefalopatia posttraumàtica.

## Etiologia
Qualsevol incident on el cervell se sacsegi en forma sobtada i intensa dins del crani pot provocar commoció cerebral com a cop o sacsejada en el cap, impacte sever o detenció abrupta. Les més freqüents causes són les col·lisions en accidents de trànsit, esports i entreteniments, caigudes, armes de foc o violència física. Pot produir-se una important acceleració o desacceleració del crani, i atès que el cervell és una massa inerta a l'interior d'aquest (no està sòlidament unida a ell) pot tenir una acceleració diferent a la de l'encèfal en un moment donat, la qual cosa es tradueix en compressions en volum d'una part de la massa encefàlica i esforços mecànics importants capaços de danyar o afectar temporalment les neurones o les seves connexions.

## Precaucions
Un efecte secundari de la commoció pot ser una hemorràgia cerebral, que en casos menors pot ser molt lenta, sense donar símptomes en l'immediat. Després de la col·lisió la persona no sent res de greu, s'aixeca i continua. Només hores després es manifesten els símptomes retardats. Per evitar danys irreversibles, s'ha de vetllar la persona tot i després d'accidents menors.